# آرایش سوماتوتوپیک

همونکلوس حرکتی در مغز

آرایش سوماتوتوپیک یا نقشه سوماتوتوپی (به انگلیسی: Somatotopy) مطابقت نقطه به نقطه یک ناحیه از بدن با یک نقطه خاص در سیستم عصبی مرکزی است. به‌طور معمول، فعالیت هر ناحیه از بدن مربوط به یک نقطه در قشر اولیه حسی-پیکری (شکنج پس‌مرکزی) است. این قشر معمولاً به‌عنوان یک ناحیه حسی نشان داده می‌شود که قسمت‌های خاص بدن و مکان‌های مربوطه آن‌ها را روی هومونکولوس نشان می‌دهد. نواحی مانند زائده‌های بدن (مانند دست و پا)، پوست، آلت تناسلی و صورت مکان‌های حسیِ اختصاصی بر روی قشر حسی-پیکری هستند. مناطقی که به خوبی کنترل می‌شوند (مثلاً دست‌ها) و ظرافت حرکتی و حسی زیادی دارند، دارای بخش‌های بزرگ‌تری از قشر حسی پیکری بوده در حالی که مناطقی که به‌طور کلی و درشت کنترل می‌شوند (مثلاً تنه) قسمت‌های کوچک‌تری از این بخش را در بر می‌گیرند. نواحی مانند احشای داخلی دارای موقعیت حسی در شکنج پست مرکزی نیستند.
علاوه بر انسان، ماکاک که نوعی میمون است، در بدو تولد در سیستم‌های حسی و حرکتی بدن خود سوماتوتوپی را نشان می‌دهند.

## نقشه‌برداری حسی حرکتی مخچه انسان
در بررسی‌هایی که تصویربرداری رزونانس مغناطیسی عملکردی (fMRI) برای تعیین مناطق فعال در قشر مخچه در انسان در طی یک سری از وظایف حرکتی استفاده گردید، نواحی فعال شده برای حرکاتِ لب‌ها، زبان، دست‌ها و پاها مشخص گردید و نشان داده شد که فعالیت این بخش‌ها تنها به لوبول‌ها و ساب لوبول‌ها و نواحی ساژیتالِ مخچه در قشر نخاعی-مخچه‌ای فوقانی و هسته دم‌دار محدود می‌شود. فعال سازی عصبی بخش‌ها به صورت دو نمایش هومونکولوئید مجزا ترسیم شده‌است. در یک مورد، بازنمایی گسترده‌تر، به صورت وارونه در مخچه فوقانی، و دیگری، دو برابر شده و کوچکتر، در مخچه تحتانی قرار دارد.